# 아이슬란드의 공휴일
아이슬란드의 공휴일은 다음과 같다.
| 날짜            | 공휴일 이름             | 비 고                                  |
| --------------- | ----------------------- | -------------------------------------- |
| 1월 1일         | 새해 첫날               |                                        |
| 3~4월 중(이동)  | 성목요일                |                                        |
| 3~4월 중(이동)  | 성금요일                |                                        |
| 3~4월 중(이동)  | 부활절                  |                                        |
| 3~4월 중(이동)  | 이스터 먼데이           | 부활절 다음날                          |
| 5월 1일         | 노동절                  |                                        |
| 5~6월 중(이동)  | 주님 승천 대축일        | 부활절로부터 39일 후에 해당하는 목요일 |
| 5~6월 중(이동)  | 성령 강림 대축일        | 부활절로부터 49일 후에 해당하는 일요일 |
| 5~6월 중(이동)  | 성령 강림 대축일 다음날 | 부활절로부터 50일 후에 해당하는 월요일 |
| 6월 17일        | 아이슬란드 국경일       |                                        |
| 8월 첫째 월요일 | 무역의 날               |                                        |
| 12월 24일       | 크리스마스 이브         | 낮 12시부터 적용.                      |
| 12월 25일       | 크리스마스              |                                        |
| 12월 26일       | 박싱 데이               |                                        |
| 12월 31일       | 신년전야                | 낮 12시부터 적용.                      |